# Union pour le progrès national
Union pour le progrès national (franska för "unionen för nationens framsteg"), förkortat UPRONA, är ett nationalistiskt politiskt parti i Burundi, vilket har starkast stöd av gruppen tutsi i landet. UPRONA grundades av prins Louis Rwagasore, och är det parti som haft flest presidenter i landet.